# Carmelo Floriddia
Carmelo Floriddia (Ispica, 9 luglio 1972) è un militare italiano, Maresciallo maggiore dell'Arma dei Carabinieri, insignito di Medaglia d'oro al valor civile.